# Abbottina
Abbottina és un gènere de peixos de la família dels ciprínids i de l'ordre dels cipriniformes.

## Taxonomia
- Abbottina binhi (Nguyen, 2001)[1]
- Abbottina liaoningensis (Qin a Lui i Qin i cols., 1987)[2]
- Abbottina obtusirostris (Wu i Wang, 1931)[3]
- Abbottina rivularis (Basilewsky, 1855)[4]
- Abbottina springeri (Banarescu i Nalbant, 1973)[5][6][7][8]